# Trinh Dinh Le Minh
Trinh Dinh Le Minh (Vietnam, 1986) es un director de cine vietnamita con gran experiencia en producción cinematográfica y reconocido en festivales de cine como Hawaii International Film Festival o Busan International Film Festival entre otros.

## Trayectoria
Trinh Dinh Le Minh nació en Vietnam en 1986 y se formó en artes cinematográficas. Escribió numerosos guiones para documentales y participó en la producción y montaje de numerosos documentales, películas tanto de ficción como documentación. Ha colaborado en la realización de numerosas películas, cortometrajes, y grabaciones experimentales en las que ha participado escribiendo guiones, montajes técnicos y escénicos. Desde 2010 ha dirigido y estrenado numerosas películas. Entre las películas dirigidas por Trinh Dinh Le Minh destacar My Apartment Block de 2010, Anonymous estrenada en 2012 como Mama, I'm Not Coming Back Home, así como los largometrajes Thua Me Con Di (Goodbye Mother) y Bang Chung Vo Hinh.
Trinh Dinh Le Minh exploró en sus trabajos fílmicos documentales relatos autobiográficos que mezcla con la ficción en las películas que dirige. Desde sus obras experimentales de aprendizaje a los largometrajes, explora las relaciones familiares en sus contenidos tradicionales. La tradición y la cultura como nexos que hilan los argumentos. Así en la película Goodbye Mother pone de relieve los problemas de una pareja homosexual para ser aceptada en una familia tradicional de Vietnam. Por esta película ha recibido premios en varios festivales de cine como Busan International Film Festival 2019, Seúl International PRIDE Film Festival 2019 o &PROUD Yangon LGBT Film Festival 2020. 
Su película Goodbye Mother se exhibe en la Mostra Internacional de Cine Gay y Lésbico de Barcelona, Mostra FIRE! en la edición de septiembre de 2020.